# Dominique Gallo
Pour les articles homonymes, voir Gallo (homonymie).
Dominique Gallo, né le 7 janvier 1966, est un karatéka français.
Il est quintuple champion de France, vainqueur de la Coupe internationale de combat en 1987, demi-finaliste
des championnats d’Europe en 1990 et 1993, et des championnats du monde en 1990. 4e dan en karaté , il est aussi vice-champion de France de kickboxing dans les années 2000.